# 20
20 је била преступна година.